# Albert Roberti
Pour les articles homonymes, voir Roberti.
Albert Roberti, né le 13 juillet 1811 à Bruxelles et mort le 18 décembre 1864 à Ixelles, est un peintre belge, connu pour ses portraits, ses peintures religieuses et ses peintures d'histoire.
Initialement formé en Belgique par François-Joseph Navez, il séjourne ensuite à Paris, et en Italie. Il expose à quatorze reprises aux salons triennaux belges, de même qu'à dix Salons de Paris, où il obtient une médaille d'or en 1843 et en 1846.

## Biographie

### Famille

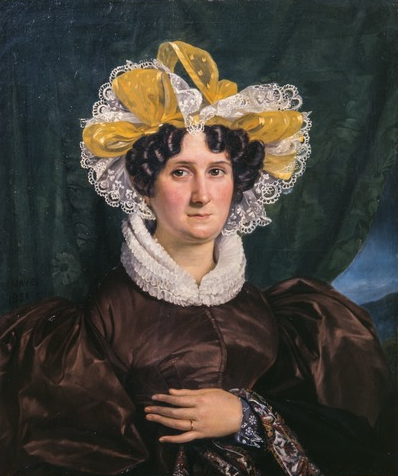
Portrait de Mme Roberti, mère d'Albert Roberti, en 1833 par François-Joseph Navez, conservé au Musée des Beaux-Arts de Charleroi.

Pierre Albert Roberti, né sous le patronyme de Suykens, et nommé Roberti par arrêté royal du 17 avril 1835 est né à Bruxelles rue des Pierres no 996 le 13 juillet 1811. Il est le fils de Guillaume Suykens (1782), marchand d'alun, et de Marie Thérèse Roberti (1787-1859), mariés à Rhode-Sainte-Agathe en 1809.
Albert Roberti épouse à Bruxelles le 6 avril 1847 Antoinette Theyssens (1811-1870), native d'Anvers. Ils sont parents de Marie Albertine Roberti (1848-1929).

### Formation
Albert Roberti est élève dans l'atelier du peintre néo-classique François-Joseph Navez, ami de sa mère, dont il a réalisé le portrait de 1831. Une correspondance suivie entre Albert Roberti et François-Joseph Navez atteste du dévouement de l'élève vis-à-vis de son professeur. Albert Roberti joue un rôle actif dans la Révolution de 1830 et participe aux opérations militaires des chasseurs-Chasteler, un corps libre de volontaires, qui le conduisent à participer, en octobre 1830, au combat de Walem. Ensuite, il devient également étudiant à l'Académie royale des beaux-arts de Bruxelles de 1834 à 1836. Il parfait ensuite sa formation à Paris durant toute l'année 1837, avant de voyager en Italie, accompagné par ses condisciples Jean-Baptiste Van Eycken et Jules Storms de janvier 1838 à février 1839. Albert Roberti visite Gênes, Plaisance, Parme, Florence, Naples, et Rome, où grâce à l'intermédiaire de Navez, il entre en contact avec Jean-Auguste-Dominique Ingres. Dans les musées italiens, il copie plusieurs œuvres du Corrège et d'Annibale Carracci et admire les maîtres italiens qui l'inspirent. Il admire tout particulièrement Raphaël, estimant que chez le maître rien n'est guindé, tout est nature,.

### Carrière
En 1839, Albert Roberti, s'installe durant dix ans à Paris, rue Notre-Dame-de-Lorette, no 50. Il y est le voisin des parents de Paul Gauguin au no 56, et de l'atelier et la demeure d'Eugène Delacroix au no 58. Durant son établissement à Paris, il retourne fréquemment à Bruxelles. Il expose à quatorze reprises aux salons triennaux belges de 1832 à 1863. Sa première participation a lieu au Salon de Gand de 1832, où il envoie Abraham renvoyant Agar et son fils dans le désert et Vieillard avec ses filles en prières devant une chapelle. Son second envoi Acis et Galathée au Salon de Bruxelles de 1833, est acheté par le gouvernement belge. Au Salon de Bruxelles de 1845, il reçoit une médaille de vermeil pour sa toile La Tenue d'un chapitre de l'Ordre de la Toison d'or par Charles-Quint. Il expose, également, de 1838 à 1848, à dix Salons de Paris, où il obtient une médaille d'or en 1843 et 1846.
Le 27 février 1854, Albert Roberti est nommé professeur de dessin d'après la figure antique à l'Académie de Bruxelles
Albert Roberti meurt, à l'âge de 53 ans, rue de Schaerbeek, no 87, dans sa demeure à Bruxelles, le 18 décembre 1864.

## Œuvre

### Réception critique
Les critiques d'art soulignent la qualité du dessin de ses compositions, la finesse de ses coloris et l’élégance de ses lignes. Albert Roberti soutient le mouvement philhellène en réalisant le portrait de Ioánnis Koléttis, ministre plénipotentiaire envoyé extraordinaire d'Othon Ier roi de Grèce, près du roi Louis-Philippe au Salon de 1840, toutefois, sa production artistique habituelle reste fidèle à la tradition néoclassique, centrée sur la représentation de scènes historiques du Moyen Âge et de la Renaissance.
Au Salon de Bruxelles de 1848, lorsqu'Albert Roberti expose, notamment, trois peintures d'histoire : La Reine Blanche de Castille, régente du royaume pendant l'absence de Louis IX, délivrant des prisonniers, Le Fruit prématuré de la maison de Charles-Quint, Charles-Quint et la duchesse d'Etampes, la critique de L'Indépendance belge est sévère et estime que s'il met infiniment de conscience dans sa peinture, les figures de la première toile sont raides et vulgaires et qu'il n'a pas tiré parti des oppositions qu'il pouvait mettre entre les vêtements riches de Blanche de Castille et sa suite et ceux des prisonniers, même si les costumes sont peints de manière exacte. Les deux autres toiles représentant Charles-Quint sont réalisées avec beaucoup de soin, mais aussi une grande sécheresse.
Au Salon de Bruxelles de 1851, son tableau Rachel pleurant ses enfants trouve des mérites dans le même journal qui juge qu'Albert Roberti s'est relevé. La douleur est bien rendue dans l'expression du visage et dans l'attitude de Rachel. Cette figure, sans exagération, est bien posée et sagement peinte. Les draperies manquent malheureusement de style et les enfants semblent de pierre. Malgré ces défauts, M. Roberti mérite d'être loué comme annonçant un progrès sensible dans le talent de l'artiste.

### Expositions

#### Salons triennaux belges
- Salon de Gand (XV) de 1832 : Abraham renvoyant Agar et son fils dans le désert et Vieillard avec ses filles en prières devant une chapelle[6].
- Salon de Bruxelles de 1833 : Acis et Galathée, acheté par le gouvernement[7].
- Salon d'Anvers de 1834 : Louis duc de Bavière reprochant, avant de la faire mourir, à sa femme Marie de Brabant, sa prétendue infidélité avec le comte Ruchan en 1256[13].
- Salon de Bruxelles de 1836 : Le Baptême de Jésus Christ par Saint Jean''[14].
- Salon de Gand (XIX) de 1844 : L'archiduc Maximilien, époux de Marie de Bourgogne, relevant l'ordre de la Toison d'Or dans l'église de Saint-Sauveur à Bruges en 1478[15].
- Salon de Bruxelles de 1845 : La Tenue d'un chapitre de l'ordre de la Toison d'or par Charles-Quint, le 30 janvier 1546, en la ville d'Utrecht (médaille de vermeil)[16].
- Salon de Bruxelles de 1848 : La Reine Blanche de Castille, régente du royaume pendant l'absence de Louis IX, délivrant des prisonniers, Le Fruit prématuré de la maison de Charles-Quint, Charles-Quint et la duchesse d'Etampes, Portrait de M. le vicomte R. de G., Portrait de Mme Vve Th., Portrait de M. A.R., et Portrait de Mme D.L.[17].
- Salon de Gand (XXI) de 1850 : Portrait de M. C [Emmanuel Crabbe] président de la Société royale de la Grande Harmonie à Bruxelles, Portrait de Mr Ch. H. [Charles Hanssens], chef d'orchestre de la même société, La Naissance de Rubens et Portrait de Melle T.[18].
- Salon de Bruxelles de 1851 : Rachel pleurant ses enfants, Portrait de jeune fille et Portrait de M. le baron Surlet de Chokier, président du Congrès national (commandé par le gouvernement)[19].
- Salon de Bruxelles de 1854 : Portrait de Melle T.de T. et Portrait de M. X.T.[20].
- Salon de Bruxelles de 1857 : Portrait de Mme D., Portrait de Mme S., Portrait de M. R. de S. et Portrait de M. P.[21].
- Salon de Gand (XXIV) de 1859 : Je t'aime un peu: costume des environs de Rome[22].
- Salon de Bruxelles de 1860 : Portrait de M. Jean-François Gendebien[23]
- Salon de Bruxelles de 1863 : Charles-Quint au consistoire de Rome en 1536 et Portrait de M…[24].

#### Expositions en France
- Salon de Paris de 1838 : des portraits[25].
- Salon de Paris de 1840 : Portrait de Mr J. C., ministre plénipotentiaire envoyé extraordinaire de S. M. le roi des Grecs près S. M. le roi des Français[10].
- Salon de Paris de 1841 : La Sainte Famille et Le Regard maternel[26].
- Salon de Paris de 1842 : Portrait de M.V.[27].
- Salon de Paris de 1843 : Portrait en pied de M. C.R., Portrait de Melle M. et Portrait de M.G. (médaille d'or)[28].
- Salon de Paris de 1844 : Maximilien Ier relevant l'ordre de la Toison d'or, Portrait de M. le commandant L'H… et Portrait de M.G.[29].
- Salon de Paris de 1845 : Portrait de M. Magré, capitaine de vaisseau de la marine royale et Portrait de M. Guillois[30].
- Salon de Paris de 1846 : Tenue d’un chapitre de l’ordre de la Toison-d’Or par Charles-Quint, le 30 janvier 1546, en la ville d’Utrecht (médaille d'or), Portrait de la famille G…, Portrait de Mme Le B… et son enfant, Portrait de Mme P. M. R.…, Portrait de de M. O. P.…, capitaine de vaisseau, aide-de-camp du ministre de la marine et Portrait de M. G.…, capitaine de vaisseau[31].
- Salon de Paris de 1847 : La reine Blanche de Castille, régente du royaume pendant l'absence de Louis IX, délivre des prisonniers et Portrait de Mme E.M.[32].
- Salon de Paris de 1848 : Le Fruit prématuré de la maison de Charles-Quint, Charles-Quint et la duchesse d'Étampes, Portrait d'enfant, Portrait de M.J.… et Portrait du docteur Reinvillier[33].

#### Exposition aux Pays-Bas
- Exposition des maîtres vivants à La Haye en 1859 : Portrait de M. R. de S., Thomas à Kempis et Jeune amazone[34].

### Lieux de conservation
- Musées royaux des Beaux-Arts de Belgique (Bruxelles) : La Religieuse, aquarelle sur papier, inventaire no 3317, format 45 × 23 cm, Legs de M. F. Lintermans, Bruxelles, 1895[35].
- Chemin de croix, en collaboration, (1850-1852), dans l'église Notre-Dame du Finistère à Bruxelles[36].